# Michael Nylander
Michael Gunnar Nylander (* 3. Oktober 1972 in Stockholm) ist ein ehemaliger schwedischer Eishockeyspieler und derzeitiger -trainer. Der Mittelstürmer absolvierte in seiner von 1989 bis 2014 andauernden aktiven Karriere, die von steten Vereinswechseln geprägt war, unter anderem 967 Spiele in der National Hockey League. Mit der schwedischen Nationalmannschaft wurde er 1992 und 2006 Weltmeister. Seine Söhne William und Alexander Nylander sind ebenfalls Eishockeyspieler, seine Tochter Jacqueline professionelle Tennisspielerin.

## Karriere
Michael Nylander begann seine Karriere 1989 in Schweden in der 1. Division beim Huddinge IK, für den er zwei Jahre spielte. Im NHL Entry Draft 1991 wurde er von den Hartford Whalers in der dritten Runde an Position 59 ausgewählt. Kurz darauf wechselte er in die Elitserien, die höchste Spielklasse in Schweden, zu AIK Stockholm und wurde nach der Saison zum Årets nykomling der Elitserien gewählt. Nach nur einem Jahr beim AIK ging Nylander nach Nordamerika.
Die Saison 1992/93 absolvierte er größtenteils bei den Hartford Whalers in der NHL und musste nur für vier Spiele ins Farmteam in die AHL. Während der Saison 1993/94 wurde er von den Whalers zu den Calgary Flames transferiert.
Da die Saison 1994/95 erst im Januar 1995 gestartet wurde, weil es zu einem Lockout gekommen war, spielte Nylander die ersten Monate in der finnischen SM-liiga für JYP Jyväskylä, kehrte aber später nach Calgary zurück.
1996 verließ Nylander die Calgary Flames, da man sich nicht auf einen neuen Vertrag einigen konnte. Er entschied sich in die Schweizer Nationalliga A zu gehen und für den HC Lugano zu spielen. In 36 Spielen erzielte er 55 Punkte. Im Sommer 1997 kehrte er zu den Calgary Flames zurück und spielte für sie weitere eineinhalb Jahre, ehe er im Januar 1999 zu den Tampa Bay Lightning transferiert wurde. Lange blieb er nicht bei dem Team und im November 1999 wurde er weiter zu den Chicago Blackhawks geschickt. In der Saison 2000/01 zeigte er seine bis dahin beste Scorerleistung in der NHL mit 64 Punkten.

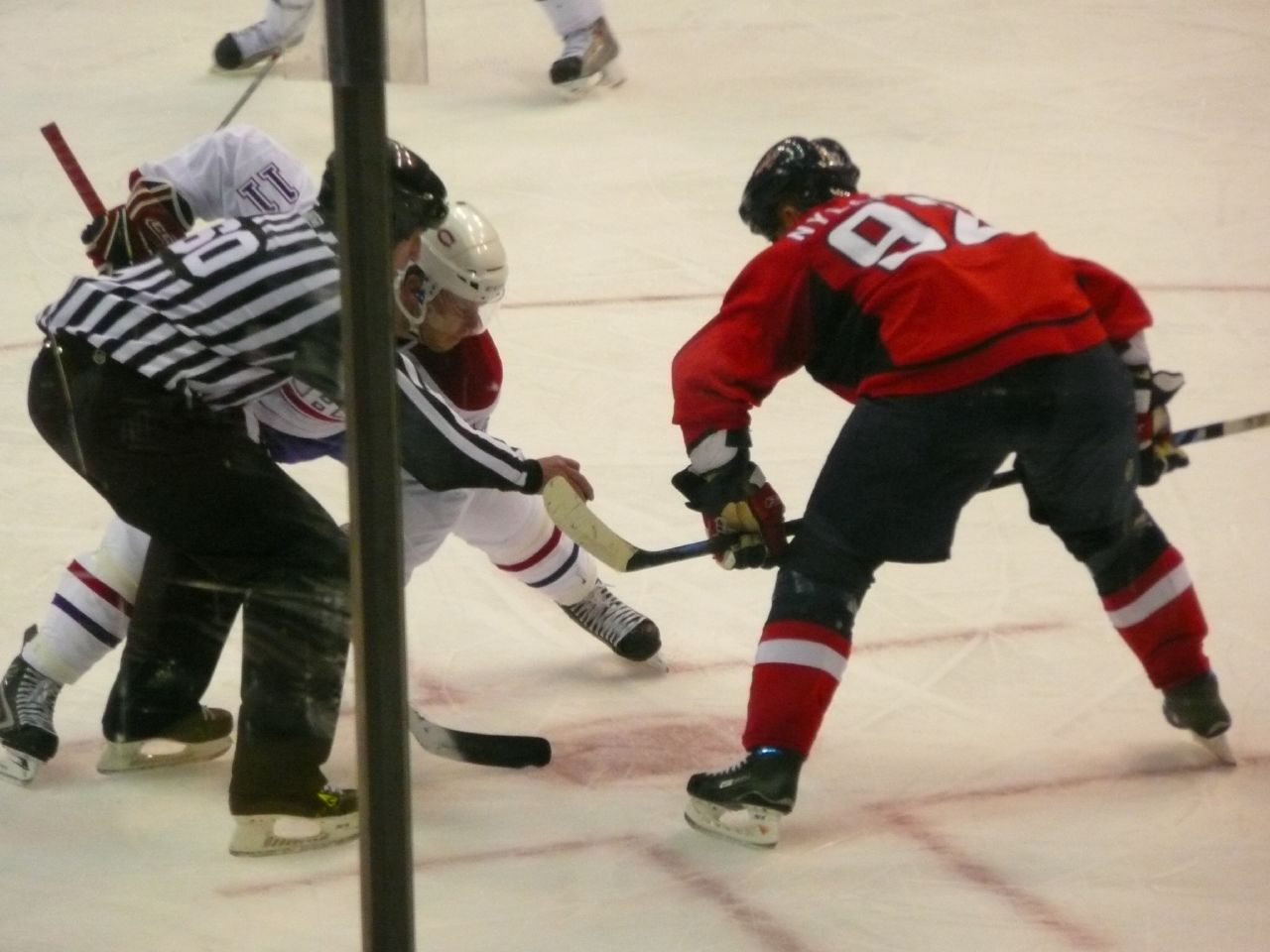
Nylander beim Bully im Trikot der Washington Capitals

Nachdem er fast drei Jahre in Chicago gespielt hatte, war er erneut Teil eines Transfergeschäfts, als ihn die Blackhawks im November 2002 zu den Washington Capitals transferierten. Dort blieb er aber auch nur eineinhalb Jahre und wurde im März 2004 an die Boston Bruins abgegeben. Nylander hatte in der Saison nur 18 Spiele absolvieren können, da er sich eine Knieverletzung zugezogen hatte.
Im Sommer 2004 war Nylander ein Free Agent und unterschrieb einen Vertrag bei den New York Rangers, aber er musste noch über ein Jahr auf seinen ersten Einsatz bei seinem neuen Team warten, da die NHL-Saison 2004/05 wegen eines Lockout abgesagt wurde. Stattdessen spielte Nylander in der Saison in der finnischen SM-Liiga für Oulun Kärpät, sowie in der russischen Superliga für Ak Bars Kasan und SKA Sankt Petersburg.
Im Herbst 2005 begann dann seine erste Spielzeit bei den Rangers und auch die erfolgreichste seiner Karriere. Mit 79 Punkten in 81 Spielen stellte er eine persönliche Bestleistung auf. In der Saison 2006/07 konnte er diese nochmal übertreffen und erzielte 83 Punkte, wobei er besonders davon profitierte, dass er mit Jaromír Jágr in einer Reihe spielte. In den Playoffs war er sogar der Top-Scorer der Rangers mit 13 Punkten in zehn Spielen. Als die Rangers jedoch nach der Saison mit Chris Drury und Scott Gomez zwei Konkurrenten für die Centerposition verpflichteten, verlängerten sie den Vertrag von Nylander nicht, woraufhin er zu den Washington Capitals zurückkehrte.
Mitte Dezember 2012 wechselte er kurzzeitig nach Italien zum HC Bozen, kehrte aber im Januar 2013 nach Schweden zurück und spielte in der Folge für den Södertälje SK. Im August des gleichen Jahres wurde er vom Rögle BK verpflichtet, für den er bis Mitte Dezember 2013 spielte. Im Jahre 2014 kehrte er noch einmal zum AIK zurück, bevor er seine aktive Karriere beendete und bei dem Team direkt die Position als Assistenztrainer übernahm.
Gemeinsam mit seinem Sohn Alexander wechselte er zur Saison 2015/16 zu den Mississauga Steelheads in die kanadische Ontario Hockey League, bei denen er für ein Jahr ebenfalls als Assistent tätig war.

### International
Nylander vertrat sein Heimatland sowohl im Junioren- als auch Seniorenbereich.
Mit den Junioren gewann er bei der Junioren-Europameisterschaft 1990 die Goldmedaille und bei der Junioren-Weltmeisterschaft 1992 die Silbermedaille. Zudem wurde Nylander im Anschluss an die Junioren-Weltmeisterschaft als bester Stürmer ausgezeichnet und ins All-Star-Team gewählt, nachdem er die meisten Punkte, Tore und Vorlagen aller Spieler erzielt hatte. Die Torjägerkrone teilte er sich allerdings mit Markus Näslund, Jan Čaloun und Jarkko Varvio. Des Weiteren spielte Nylander auch bei der Junioren-Weltmeisterschaft 1991.
Bei den Senioren absolvierte Nylander zwischen 1992 und 2010 insgesamt zehn Weltmeisterschaften, zwei Olympische Winterspiele und den World Cup of Hockey 1996. In den Jahren 1992 und 2006 wurden die Schweden jeweils Weltmeister. Darüber hinaus errang er 1993 und 1997 die Silbermedaille sowie 1999, 2002 und 2010 die Bronzemedaille. Bei der Weltmeisterschaft 1997 wurde Nylander zum besten Stürmer ernannt und ins All-Star-Team des Turniers gewählt; 1993 teilte er sich den Titel des besten Vorlagengebers mit Andrei Chomutow, Shayne Corson, Dave Manson und Paul Kariya.

## Erfolge und Auszeichnungen
- 1992 Årets nykomling
- 1992 Årets junior
- 1996 Schwedisches Welt-All-Star-Team
- 1997 Schwedisches Welt-All-Star-Team

### International
| - 1990 Goldmedaille bei der U18-Junioren-Europameisterschaft - 1992 Silbermedaille bei der U20-Junioren-Weltmeisterschaft - 1992 Bester Stürmer der U20-Junioren-Weltmeisterschaft - 1992 All-Star-Team der U20-Junioren-Weltmeisterschaft - 1992 Topscorer der U20-Junioren-Weltmeisterschaft - 1992 Bester Torschütze der U20-Junioren-Weltmeisterschaft (gemeinsam mit Jan Čaloun, Markus Näslund und Jarkko Varvio) - 1992 Bester Vorlagengeber der U20-Junioren-Weltmeisterschaft - 1992 Goldmedaille bei der Weltmeisterschaft - 1993 Silbermedaille bei der Weltmeisterschaft | - 1993 Bester Vorlagengeber der Weltmeisterschaft (gemeinsam mit Andrei Chomutow, Shayne Corson, Paul Kariya und Dave Manson) - 1997 Silbermedaille bei der Weltmeisterschaft - 1997 Bester Stürmer der Weltmeisterschaft - 1997 All-Star-Team der Weltmeisterschaft - 1999 Bronzemedaille bei der Weltmeisterschaft - 2002 Bronzemedaille bei der Weltmeisterschaft - 2004 Silbermedaille bei der Weltmeisterschaft - 2006 Goldmedaille bei der Weltmeisterschaft - 2010 Bronzemedaille bei der Weltmeisterschaft |

## Karrierestatistik

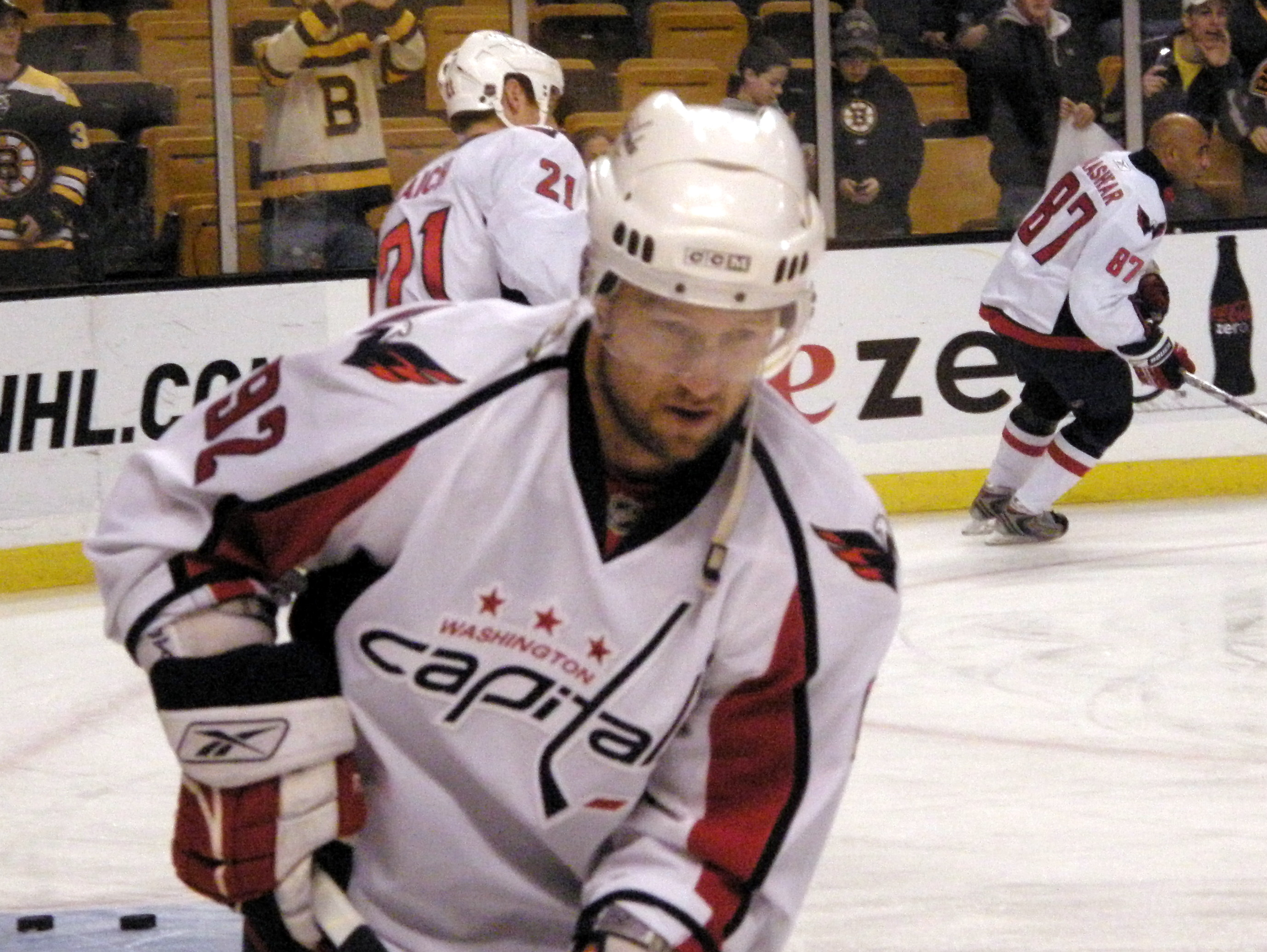
Michael Nylander (2009)

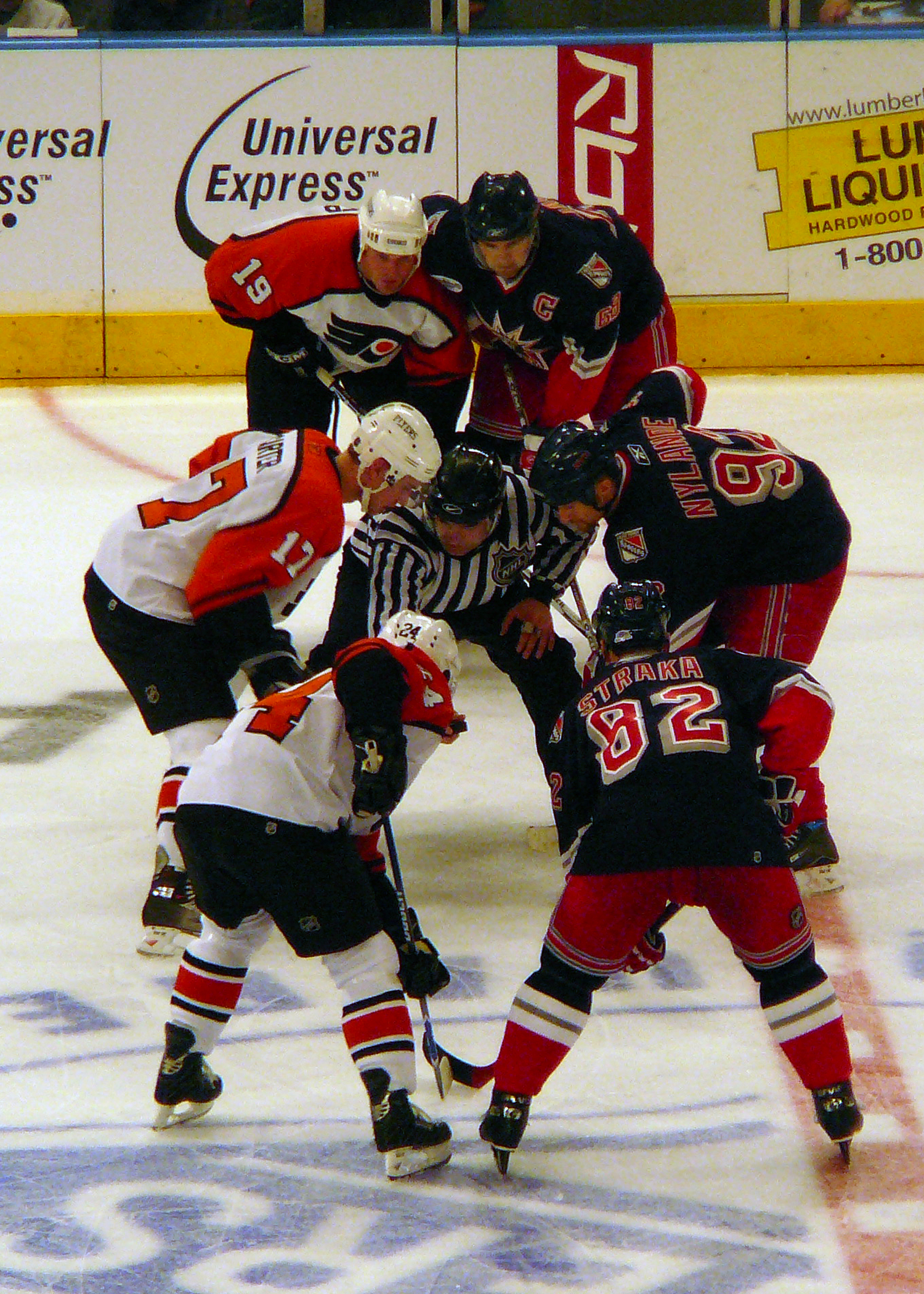
Nylander und Martin Straka beim Bully im Spiel gegen die Philadelphia Flyers

### International
Vertrat Schweden bei:
| - U18-Junioren-Europameisterschaft 1990 - U20-Junioren-Weltmeisterschaft 1991 - U20-Junioren-Weltmeisterschaft 1992 - Weltmeisterschaft 1992 - Weltmeisterschaft 1993 - Weltmeisterschaft 1996 - World Cup of Hockey 1996 - Weltmeisterschaft 1997 | - Olympischen Winterspielen 1998 - Weltmeisterschaft 1999 - Weltmeisterschaft 2000 - Olympischen Winterspielen 2002 - Weltmeisterschaft 2002 - Weltmeisterschaft 2004 - Weltmeisterschaft 2006 - Weltmeisterschaft 2010 |

(Legende zur Spielerstatistik: Sp oder GP = absolvierte Spiele; T oder G = erzielte Tore; V oder A = erzielte Assists; Pkt oder Pts = erzielte Scorerpunkte; SM oder PIM = erhaltene Strafminuten; +/− = Plus/Minus-Bilanz; PP = erzielte Überzahltore; SH = erzielte Unterzahltore; GW = erzielte Siegtore; 1 Play-downs/Relegation; Kursiv: Statistik nicht vollständig)